# Andreo Cseh

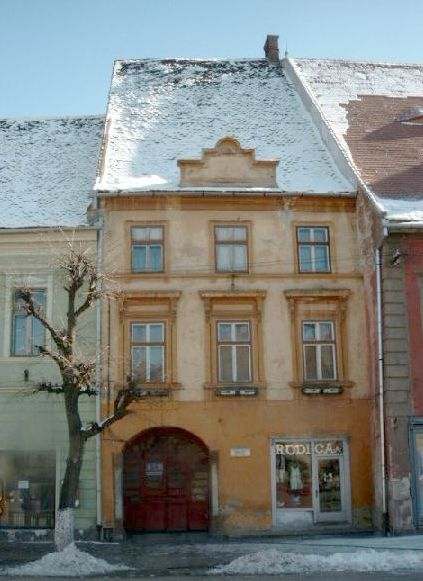
Casa din Sibiu în care a locuit Andreo Cseh

Andreo Cseh, născut Andor Cseh, (n. 12 septembrie 1895, Luduș, România – d. 9 martie 1979, Haga, Olanda de Sud, Țările de Jos) a fost un preot catolic și esperantist român de origine maghiară, care a inventat metoda Cseh pentru predarea limbii esperanto.

## Biografie
S-a născut în Luduș în anul 1895 și în 1919 a devenit preot. S-a făcut esperantist în anul 1910.